# Kavanur
Kavanur är en ort i Indien.   Den ligger i distriktet Kancheepuram och delstaten Tamil Nadu, i den södra delen av landet, 1 800 km söder om huvudstaden New Delhi. Kavanur ligger 27 meter över havet och antalet invånare är 2 926.
Terrängen runt Kavanur är mycket platt. Runt Kavanur är det mycket tätbefolkat, med 3 895 invånare per kvadratkilometer. Närmaste större samhälle är Ambattūr, 14,7 km nordost om Kavanur. Runt Kavanur är det i huvudsak tätbebyggt.